# دن مینتز
دن مینتز (انگلیسی: Dan Mintz؛ زادهٔ ۱ آوریل ۱۹۸۱) یک هنرپیشه اهل ایالات متحده آمریکا است.

## بخشی از فیلمشناسی
از فیلم‌ها یا برنامه‌های تلویزیونی که وی در آن نقش داشته‌است می‌توان به آثار زیر اشاره کرد.
- برگری باب (۲۰۱۱–تاکنون)
- وقت ماجراجویی (۲۰۱۳)